# Дубовое (Белгородская область)
Дубово́е — посёлок в Белгородском районе Белгородской области, административный центр Дубовского сельского поселения. Население 16 101 человек (2021).

## География
Поселок Дубовое расположен на юго-западном склоне среднерусской возвышенности южнее города Белгорода. Входит в Белгородскую агломерацию.

## История
В 1869 году на месте нынешнего парка находилась усадьба, два колодца и дом лесничего. К 1919 году кроме усадьбы имелось ещё два здания.
Чуть позже Дубовое являлось женской исправительно — трудовой колонией. И на момент освобождения от фашистских захватчиков в 1943 году в официальных документах было записано: «Освободили Дубовскую колонию».
По словам старожилов раньше в посёлке были только двухэтажные дома на главной улице — Зелёной, а также дома в частном секторе. Также известно что Дубовская школа была построена довольно давно, примерно в 1960х.
Известно что в период с 1960х по 1990е в Дубовом по адресу Садовая 4 находилось кафе. Само здание построили не позже 1941 года сейчас оно находится в заброшенном состоянии.

## Население
| 2002 | 2010  | 2021    |
| ---- | ----- | ------- |
| 5205 | ↗8627 | ↗16 101 |

## Экономика
На территории поселка расположены: сельскохозяйственные предприятия — ЗАО «Агрофирма Дубовое» и ООО «Дубрава» — 80 работников; ООО «Компания по управлению жилищным фондом» — 78 работников.

## Образование
- Детский сад комбинированного вида № 8
- МОУ Начальная школа
- МОУ Дубовская СОШ с углубленным изучением отдельных предметов

## Инфраструктура
В посёлке развита инфраструктура:
- отделение связи и АТС
- Дом культуры (новое здание построено к 2009 году), в нём функционирует Центральная районная детская и взрослая библиотека пос. Дубовое
- футбольный стадион с беговой дорожкой с синтетическим покрытием (новый построен в 2010 году)
- предприятия торговли
- развитый частный сектор

Есть любительский футбольный клуб, участвующий (на 2011 год) в чемпионате Белгородского района.

## Достопримечательности
В 2003 году был построен храм в честь иконы Божьей Матери «Спорительницы хлебов», на прилегающей к нему территории располагается парк, в котором растёт огромный дуб, по преданию посаженный Б. Хмельницким в честь воссоединения России с Украиной в XVII веке. Дерево является памятником природы и взято под охрану государства. Среди местных жителей и гостей города место считается очень популярным. Некоторые называют это место «Лукоморье». Так же из достопримечательностей можно отметить стадион. Если отойти на самый край стадиона, то можно будет полюбоваться красивым видом на пляж и гостиницу «Альпика». Кроме этого раньше в посёлке находился очень популярный магазин «Валерия»? который закрылся из-за военных действий. Нельзя не упомянуть и «парк дуба» который располагается в поле между городом и посёлком.